# Bitva u Budyně nad Ohří
Bitva u Budyně nad Ohří byla válečným střetem mezi oddíly pražského husitského svazu pod velením husitského hejtmana Václava Cardy z Petrovic a spojeným vojskem Jana Smiřického, Zikmunda Děčínského z Vartenberka a Zajíců z Hazmburka během husitských válek. Odehrála se 24. července 1428 v okolí města a hradu Budyně nad Ohří v severních Čechách a skončila porážkou pražského vojska, zajetím Václava Cardy a později uzavřením příměří pražanů se Smiřickým a jeho spojenci.

## Pozadí
Brzy po smrti Jana Žižky z Trocnova 11. října 1424 u Přibyslavi došlo k porušení zdických dohod a táborský svaz, Žižkovi sirotci a pražský svaz proti sobě vystoupili v boji o sféry vlivu. Po Žižkovi se stal nejvyšším táborským hejtmanem Jan Hvězda z Vícemilic zvaný Bzdinka, který dokázal na čas spojit táborský a východočeský svaz, v říjnu 1425 došlo k dohodě i s pražským svazem. V této době se vyprofiloval i poslední velký husitský svaz: žatecko-lounský, v jehož čele stál po celou dobu válek schopný Jakoubek z Vřesovic. Přestože mezi jednotlivými svazy i nadále vládlo napětí, vytáhla jejich spojená vojska na jaře 1426 proti Ústí nad Labem a v bitvě Na Běhání drtivě porazila vojska saského markraběte.
Dne 17. dubna 1427 proběhl v Praze převrat, který zbavil moci přívržence Zikmunda Korybutoviče. Korybut byl uvězněn na hradě Valdštejně a pražské souměstí se pak  přiklonilo ke spolupráci s radikálními husitskými svazy. V září téhož roku se konzervativní kališničtí páni, podporovaní i některými katolickými pány, pokusili pod vedením Hynka Koldštejnského a Jana Smiřického o odvetný převrat. Akce se však nezdařila, protože plán prozradil svým pražským přátelům Vilém Kostka z Postupic. Hynek z Kolštejna podnik zaplatil životem. Jan Smiřický, někdejší husitský hejtman operující v Roudnici a na Mělníce, skončil ve vězení, z něhož se mu podařilo později uniknout (podle některých zdrojů mu z vězení pomohla jakási žena).
Smiřický se stáhl zpět na Mělnicko a vypověděl Pražanům nepřátelství. Uzavřel spojenectví se Zikmundem Děčínským z Vartenberka a Zajíci z Hazmburka, pány na Hazmburku a Budyni. Ti začali vypalovat, plenit či obsazovat vsi a města pod kontrolou pražského svazu, mj. město Hoštka v majetku husitského hejtmana Václava Cardy z Petrovic. Do vyjednávání o smíru se neúspěšně pokoušel vložit též Vilém Kostka z Postupic. Spor měl být vyřešen na jednání na Mělníce 15. července 1428, pražská strana se však k jednání nedostavila. Několik dní poté pak na tato území vstoupila vojska pražského svazu pod vedením Václava Cardy z Petrovic, mj. majitele Úštěku, který Smiřický, Vartenberk a Hazmburk ohrožovali, s cílem proti nim vojensky zasáhnout.

## Bitva
O bitvě samotné se dochovalo jen velmi málo informací. S jistotou se tak dá říci, že se bitva mezi vojskem pražanů a vojskem Jana Smiřického a jeho spojenců udála jakožto polní střet poblíž Budyně 24. července 1428 a pražské vojsko v ní bylo poraženo. Poražení údajně utrpěli těžké ztráty, v bitvě byl navíc zajat jejich velitel Václav Carda z Petrovic a řada dalších.
Přesné zprávy o počtech padlých nejsou dochovány, lze však předpokládat, že vojsko pražského svazu v bitvě utrpělo znatelné ztráty. Střetu této velikosti se v dobovém kontextu mohlo celkově účastnit maximálně několik tisíc bojovníků.

## Důsledky
Před bitvou či po ní se spojené vojsko Zikmunda Děčínského z Vartenberka, Jana Smiřického a Zajíců z Hazmburka lstí zmocnilo hradu Kamýk nedaleko Litoměřic, a hrad připadl Mikuláši Zajícovi z Hazmburka, který byl právoplatným majitelem.
Polní porážka pražanů vedla k jednáním o příměří, které vedlo mj. k následnému propuštění Václava Cardy a dalších zajatců. To bylo s Janem Smiřickým uzavřeno 4. října 1428, nedlouho po (dočasném) smíření radikálních umírněných husitů u příkopu svatého Ambrože v Praze 1. září téhož roku. Na základě dohod byl v říjnu propuštěn Zikmund Korybutovič a vypovězen z Čech. Nadále v bojích pokračoval Zikmund Děčínský, který někdy po bitvě samostatně dobyl Úštěk v majetku Václava Cardy z Petrovic.